# آرتیستری
آرتیستری (انگلیسی: Artistry) یک برند محصولات مراقبت پوست و لوازم آرایشی آمریکایی از ادا، میشیگان است که متعلق به شرکت ام‌وی می‌باشد.